# Anna Danuta Szyfer
Anna Danuta Szyfer (ur. 22 października 1931 w Warszawie, zm. 24 lipca 2018 w Olsztynie) – polska dialektolożka i etnografka, badaczka tradycyjnej kultury Warmii i Mazur, związana z Instytutem Etnologii i Antropologii Kulturowej Uniwersytetu im. Adama Mickiewicza w Poznaniu. Prof. dr hab. nauk humanistycznych o specjalności antropologia miasta, etnografia Polski.

## Życiorys
Urodziła się w rodzinie inteligenckiej, związanej z podwarszawską miejscowością Gołąbki. Rodzice to Wanda (z domu Alwast) i Stefan Szyfer, kierownik księgowości. W 1950 roku zdała maturę i podjęła studia na Uniwersytecie Warszawskim na kierunku polonistyka, specjalizacja dialektologia. Podczas studiów na polonistyce uczęszczała na zajęcia prowadzone przez etnolożkę prof. Annę Kutrzebę-Pojnarową. W latach 1953–1954 uczestniczyła w seminariach prowadzonych przez prof. Kazimierza Dobrowolskiego w Krakowie. Pracę magisterską Słownictwo pasterskie Tatr i Podhala przygotowała pod kierunkiem prof. Witolda Doroszewskiego, obroniła ją w 1960 roku. Po ukończeniu studiów podjęła pracę w Instytucie Historii Kultury Materialnej Polskiej Akademii Nauk. Następnie w ramach nakazu pracy została skierowana do pracy w liceum ogólnokształcącym w Ostrowi Mazowieckiej jako nauczycielka języka polskiego. W latach 1955–1961 pracowała w Muzeum Kultury i Sztuki Ludowej w Warszawie. W latach 1961–1967 współpracowała z Pracownią Dialektologii Zakładu Językoznawstwa Polskiej Akademii Nauk, zbierając hasła do słownika gwar Warmii i Mazur. W 1967 roku rozpoczęła pracę w Ośrodku Badań Naukowych im. Wojciecha Kętrzyńskiego w Olsztynie, a w latach 1970–1980 pełniła funkcję zastępcy dyrektora do spraw naukowych.
W 1968 roku uzyskała stopień doktora nauk humanistycznych w zakresie etnografii na podstawie pracy Tradycyjna astronomia i meteorologia na Mazurach, Warmii i Kurpiach i jej współczesne przeobrażenia napisanej pod kierunkiem prof. A. Kutrzeby-Pojnarowej. W 1977 uzyskała stopień doktora habilitowanego na Uniwersytecie im. Adama Mickiewicza na podstawie pracy Przemiany społeczno-kulturowe na wsi warmińskiej w latach 1945–1970 (Olsztyn 1971). W 1984 roku objęła stanowisko docenta w Instytucie Etnologii Uniwersytetu im. Adama Mickiewicza. W 1987 roku uzyskała tytuł profesora w oparciu o pracę Społeczność i kultura małego miasta. Studium na przykładzie Rynu (Olsztyn 1986). W latach 1984–1998 kierowała Zakładem Etnologii Polski. W 2002 roku przeszła na emeryturę. Pracowała na stanowisku profesora w Instytucie Etnologii i Antropologii Kulturowej na Wydziale Historycznym Uniwersytetu im. Adama Mickiewicza w Poznaniu, w Collegium Da Vinci oraz w Wyższej Szkole Nauk Humanistycznych i Dziennikarstwa w Poznaniu.
Zmarła 24 lipca 2018 roku w Olsztynie. Została pochowana w grobowcu rodzinnym na Cmentarzu Prawosławnym w Warszawie, w części katolickiej.

## Działalność naukowa
Zainteresowania naukowe dotyczyły zagadnień związanych z: procesami społeczno-kulturowymi na Ziemiach Zachodnich i Północnych, zachowanymi elementami kultury typu ludowego i ich przemian, procesów tożsamości na pograniczach kulturowych, aktywności kulturalnej wsi, tożsamości małych miast. Prowadziła badania terenowe na obszarze Podhala, Pogórza, Kurpiowszczyzny, Powiśla, Warmii i Mazur, Śląska Cieszyńskiego i Podlasia. Współpracowała z Polskim Atlasem Etnograficznym.

O badaniach terenowych pisała tak: 
„Rozumieć – to dobrze poznać, precyzyjnie zinterpretować i zawsze widzieć problem z pozycji nie tylko badacza, ale i tego, który jest podmiotem naszej rozmowy”
 Badawczo najdłużej związana była z Warmią, której poświęciła swoje najważniejsze publikacje w dorobku. Jedna z nich dotyczyła warmińskiej wsi Woryty, w której miała dom.
Publikowała m.in. w czasopismach „Rocznik Olsztyński”, „Komunikaty Mazursko-Warmińskich”, „Lud”, „Przegląd Zachodni”. Współpracowała z redakcją czasopisma „Słowo na Warmii i Mazurach”, które ukazywało się w latach 1952–1982 jako dodatek niedzielny do „Słowa Powszechnego”.
W 2002 roku ukazała się publikacja Szkice etnologiczne dedykowane Profesor Annie Szyfer (Wydawnictwo Poznańskie) pod redakcją Andrzeja Brencza, wydana z okazji 70-lecia A. Szyfer.

## Działalność dydaktyczna
Wypromowała 8 doktorów, 96 magistrantów i 26 licencjatów. Przez wiele lat prowadziła zajęcia dydaktyczne w ramach przedmiotów „Etnografia Polski” i „Teorie kultury ludowej”.

## Działalność społeczna
Była członkinią Towarzystwa Rozwoju Ziem Zachodnich, Polskiego Towarzystwa Turystyczno-Krajoznawczego, Związku Harcerstwa Polskiego, Oddziału Polskiego Towarzystwa Ludoznawczego w Poznaniu, Poznańskiego Towarzystwa Przyjaciół Nauk, Komitetu Nauk Etnologicznych I Wydziału Nauk Społecznych Polskiej Akademii Nauk, Rady Naukowej Instytutu im. Oskara Kolberga w Poznaniu.

## Nagrody i wyróżnienia
- Srebrny Krzyż Zasługi
- Złota Odznaka honorowa „Zasłużony dla Warmii i Mazur”
- Nagroda im. Oskara Kolberga „za zasługi dla kultury ludowej”, 2016[16]

## Publikacje
- Niektóre wnioski z materiałów językowych, Wrocław 1959
- Materiały do językowego zróżnicowania terenu Kurpiowskiej Puszczy Zielonej, Wrocław – Warszawa 1962
- Słownictwo pasterskie Tatr i Podhala, Wrocław 1962
- Z badań nad tradycyjną wiedzą ludową z zakresu astronomii oraz meteorologii na wsi mazurskiej i warmińskiej na przełomie 19 i 20 w., Olsztyn 1962
- Słownictwo zwierząt w gwarach Mazur i Warmii, Olsztyn 1963
- Tradycyjne wierzenia i zwyczaje okresu Bożego Narodzenia na Warmii, Olsztyn 1965
- Zwyczaje, obrzędy i wierzenia Mazurów i Warmiaków, seria: Rozprawy i Materiały Ośrodka Badań Naukowych im. Wojciecha Kętrzyńskiego w Olsztynie, Olsztyn 1968
- Współczesne przeobrażenia kultury tradycyjnej wsi Mazur i Warmii, Łódź 1968
- Tradycyjna astronomia i meteorologia ludowa na Mazurach, Warmii i Kurpiach i jej współczesne przeobrażenia, serie: Rozprawy i Materiały Ośrodka Badań Naukowych im. Wojciecha Kętrzyńskiego w Olsztynie nr 27, Olsztyn 1969
- Relacja z podróży po Mazurach sprzed 100 lat, Olsztyn 1970
- Badania nad procesami integracji kulturowo-społecznej na Mazurach i Warmii, Wrocław – Poznań 1971
- Przemiany społeczno-kulturowe na wsi warmińskiej w latach 1945–1970, Olsztyn 1971
- Społeczność i kultura małego miasta: studium na przykładzie Rynu, serie: Rozprawy i Materiały Ośrodka Badań Naukowych im. Wojciecha Kętrzyńskiego w Olsztynie, Olsztyn 1986
- Warmiacy: studium tożsamości, Poznań 1996
- Jest taka wieś – typowa czy inna?, Wągrowiec 2000
- Ludzie pogranicza. Kulturowe uwarunkowania osobowości, Poznań 2005
- Zapisane w pamięci, seria: Prace Komisji Etnograficznej, Poznańskie Towarzystwo Przyjaciół Nauk t. 3, Poznań 2006
- Aktywność kulturalna wsi polskiej – wczoraj, dzisiaj, jutro, Poznań 2010
- Kulturowe światy wsi polskiej: eseje, Poznań 2017